# Ледовый дворец спорта (Северодонецк)
Северодонецкий ледовый дворец спорта — разрушенное центральное спортивное сооружение Северодонецка (Луганская область, Украина).
Спортивно-концертный комплекс был рассчитан на 5000 зрителей.
Дворец спорта располагался в центральной части города, на пересечении улицы Маяковского и Центрального проспекта.

## История
В 1970 году почётный житель города Северодонецка Илья Барский получил согласие Минхимпром на выделение средств на строительство в Северодонецке современного ледового дворца. Местом его сооружения стал Советский проспект. За основу был взят типовой проект № 2С-09-35 (140-69) «Закрытый демонстрационный каток», подготовленный архитекторами М.А. Аристовым, Ю.А. Регентовым, инженером С.Н. Бадмаевой. Дворец, спроектированный «Союзспортпроектом», был рассчитан на 5000 зрителей и имел трансформируемый каток размером 61х30 метров. Строительство Ледового дворца спорта началось в конце 1970 года. Открытие состоялось 5 мая 1975 г. и было приурочено к 30-летию Победы в Великой Отечественной войне. С этого момента северодонецкий Ледовый дворец стал самым большим сооружением подобного типа на Украине и третьим в СССР, уступая лишь новосибирскому и рижскому дворцам. В 1976 году была организована местная хоккейная команда «Химик».
В 1979 году в Ледовом дворце спорта состоялся хоккейный турнир на призы газеты «Советский спорт» с участием клубов высшей лиги.
В детско-юношеской спортивной школе при дворце спорта учились три мастера спорта по фигурному катанию: Руслан Шумаков, Татьяна Тропина и Наталья Иванникова. В Ледовом дворце спорта был проведен чемпионат СССР по художественной гимнастике.
В 1980] году в Северодонецке прошел международный турнир по фигурному катанию. В 1980-х] гг. Ледовый дворец спорта неоднократно признавался лучшей базой на Украинской ССР по спортивно-массовой и оздоровительной работе. В 1984 году он занял второе место в Советском Союзе в ряду аналогичных дворцов спорта.
К середине 1990-х ледовая арена дворца пришла в негодность, а холодильная установка полностью выработала свой ресурс.
В 2001 году Северодонецкий ледовый дворец спорта был определен Госкомспортом Украины Олимпийской базой по подготовке к ХХ Зимним Олимпийским играм 2006 года в г. Турине по хоккею, фигурному катанию, шорт-треку. В 1998 году в Северодонецке была создана женская волейбольная команда «Северодончанка», с 2005 года её основной спортивной базой стал Ледовый дворец спорта.
28 ноября 2004 года во дворце состоялся Всеукраинский съезд депутатов всех уровней. 1 марта 2008 г. во дворце состоялся второй Всеукраинский съезд депутатов всех уровней. В конце 2008 года, от вырученных за второй съезд депутатов Ледовый дворец спорта подвергся коренной реконструкции.
В период с 2008 по 2009 г. дворец спорта был главным местом по проведению Кубка Украины по волейболу среди женских команд.
Разрушен в начале июня 2022 года из-за вторжения России на Украину.
18 июля 2025 Министр спорта ЛНР сообщил что Ледовый дворец в Северодонецке, разрушенный весной 2022 года из-за боевых действий, планируют восстановить в ближайшее время.

## Мозаика на Ледовом дворце
На Ледовом дворце в Северодонецке было шесть мозаик. Две из них расположены на входной группе. На них изображены театральные маски: одна на абстрактно-геометрическом фоне, другая на фоне волн и птиц. Эти маски аллегорически изображают искусство, показывая наличие у Ледового дворца функции дворца культуры. С левой и правой сторон Ледовый дворец украшали мозаики на спортивную тематику. Две с правой выполнены в оранжевых тонах: на одной изображены бегуны, на другой — волейболистки. Фон мозаик абстрактный. С левой стороны — мозаики в голубых тонах: на одной изображён бег на лыжах, на второй — фигурное катание. Авторство мозаик, украсивших Ледовый дворец, неизвестно. Среди версий: Виктор Скубак (Луганск), безымянные художники из Киева или Москвы.